# Canton de Verfeil
Le canton de Verfeil est une ancienne division administrative française de l’arrondissement français de Toulouse, située dans le département de la Haute-Garonne et la région Midi-Pyrénées et faisait partie de la troisième circonscription de la Haute-Garonne.

## Composition
Le canton de Verfeil regroupait 7 communes et comptait 6 974 habitants (population municipale) au 1er janvier 2010.
| Nom                 | Code Insee | Codepostal | Superficie (km2) | Population (dernière pop. légale) | Densité (hab./km2) |
| ------------------- | ---------- | ---------- | ---------------- | --------------------------------- | ------------------ |
| Verfeil (chef-lieu) | 31573      | 31590      | 41,23            | 3 312 (2012)                      | 80                 |
| Gauré               | 31215      | 31590      | 13,47            | 497 (2012)                        | 37                 |
| Gragnague           | 31228      | 31380      | 13,04            | 1 759 (2012)                      | 135                |
| Bonrepos-Riquet     | 31074      | 31590      | 5,69             | 253 (2012)                        | 44                 |
| Lavalette           | 31285      | 31590      | 13,75            | 665 (2012)                        | 48                 |
| Saint-Marcel-Paulel | 31501      | 31590      | 7,10             | 432 (2012)                        | 61                 |
| Saint-Pierre        | 31511      | 31590      | 4,74             | 262 (2012)                        | 55                 |

## Démographie
| 1962  | 1968  | 1975  | 1982  | 1990  | 1999  | 2006  | 2011  | 2012  |
| ----- | ----- | ----- | ----- | ----- | ----- | ----- | ----- | ----- |
| 3 121 | 3 069 | 3 476 | 4 115 | 4 781 | 5 895 | 6 480 | 7 073 | 7 180 |

## Représentation

### Conseillers généraux de 1833 à 2015
| Période | Période      | Identité                                 | Étiquette             | Qualité                                                                                       |
| ------- | ------------ | ---------------------------------------- | --------------------- | --------------------------------------------------------------------------------------------- |
| 1833    | 1848         | voir Canton de Montastruc-la-Conseillère |                       |                                                                                               |
| 1848    | 1858 (décès) | Philippe Féral                           | Centre gauche         | Avocat à Toulouse                                                                             |
| 1858    | 1871         | Paul Bories                              |                       | Propriétaire Adjoint au Maire de Toulouse                                                     |
| 1871    | 1889 (décès) | Louis Féral                              | Républicain           | Avocat à Toulouse Maire de Lavalette Sénateur (1886-1889)                                     |
| 1889    | 1894 (décès) | Daniel Espa                              | Républicain de droite | Propriétaire, Maire de Verfeil Conseiller d'arrondissement                                    |
| 1894    | 1895         | Fernand Féral                            | Républicain           | Propriétaire - Maire de Lavalette                                                             |
| 1895    | 1903 (décès) | Joseph Vincens                           | Républicain de droite | Ingénieur agronome Professeur à l'école d'Ondes, conseiller d'arrondissement                  |
| 1903    | 1919         | Marie Jules Carcassés                    | Conservateur          | Notaire - Maire de Verfeil                                                                    |
| 1919    | 1940         | Gabriel Dandrieu                         | SFIO                  | Propriétaire Maire de Verfeil (1935-1942)                                                     |
|         |              |                                          |                       |                                                                                               |
| 1943    | 1945         | Raymond Manens (1886-1970)               |                       | Médecin Président de la délégation spéciale de Verfeil Nommé conseiller départemental en 1943 |
|         |              |                                          |                       |                                                                                               |
| 1945    | 1958         | Gabriel Dandrieu                         | SFIO                  | Propriétaire Maire de Verfeil (1935-1942 et 1947-1958) Vice-président du conseil général      |
| 1958    | 1976         | Jacques Puyatier                         | Rad. puis MRG         | Professeur Maire de Verfeil (1959-1977)                                                       |
| 1976    | 1988         | Jean-Louis Viguier                       | PS                    | Professeur Maire de Verfeil (1977- 1989)                                                      |
| 1988    | 2015         | Claude Roudière                          | DVD                   | Chef d'entreprise Maire de Saint-Marcel-Paulel (1965-2015)                                    |

### Conseillers d'arrondissement (de 1833 à 1940)
| Période                                  | Période | Identité                             | Étiquette   | Qualité |
| ---------------------------------------- | ------- | ------------------------------------ | ----------- | --- |
| 1833                                     | 1842    | M. Lacaux                            |             | Juge de paix à Verfeil                                                                                      |
| 1842                                     | 1848    | Georges Adolphe Lafiteau (1799-1873) |             | Substitut du Procureur général, Toulouse                                                                    |
|                                          |         |                                      |             | |
| 1874                                     | 1880    | Félix Ressayre                       |             | Avocat à Toulouse                                                                                           |
| 1880                                     | 1889    | Daniel Espa                          | Républicain | Propriétaire, Maire de Verfeil                                                                              |
| 1889                                     | 1892    |                                      |             | |
| 1892                                     | 1895    | Joseph Vincens                       | Droite      | Professeur à l'école d'Ondes                                                                                |
| 1895                                     |         | M. Tournan                           |             | Vétérinaire à Verfeil                                                                                       |
|                                          |         |                                      |             | |
| 1904                                     | 1910    | M. Cavé-Esgaris                      |             | Propriétaire à Lavalette                                                                                    |
| 1910                                     | 1928    | Edmond Tournan                       | Radical     | Négociant, propriétaire à Verfeil                                                                           |
| 1928                                     | 1940    | Paul Cadours                         | SFIO        | Propriétaire agriculteur, révoqué par le Gouvernement de Vichy                                              |
| 1940                                     |         |                                      |             | Les conseils d'arrondissement ont été suspendus par la loi du 12 octobre 1940 et n'ont jamais été réactivés |
| Les données manquantes sont à compléter. |         |                                      |             | |